# پنجاه و هشتمین دوره جوایز اسکار
پنجاه و هشتمین دوره مراسم اعطای جوایز اسکار (انگلیسی: 58th Academy Awards) در ۲۴ مارس ۱۹۸۶ در دوروتی چندلر پاویون لوس آنجلس برگزار شد. در این مراسم بهترین فیلم‌های سال ۱۹۸۵ جهان به انتخاب آکادمی علوم و هنرهای تصاویر متحرک جایزه گرفتند.
آلن آلدا، جین فوندا و رابین ویلیامز مجریان این مراسم بود

## جوایز

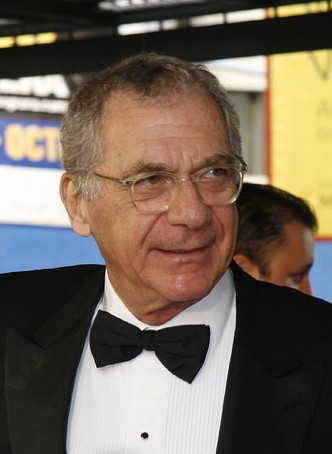
سیدنی پولاک، Best Director winner

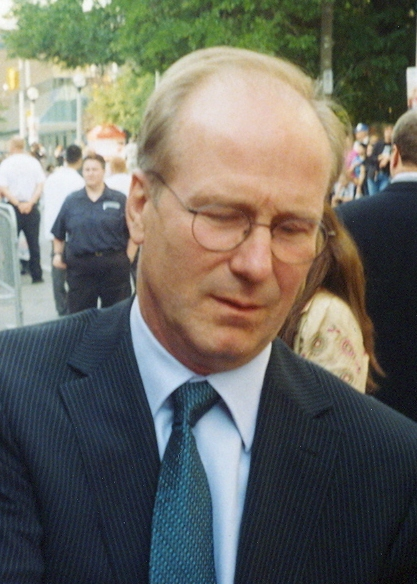
ویلیام هرت، Best Actor winner

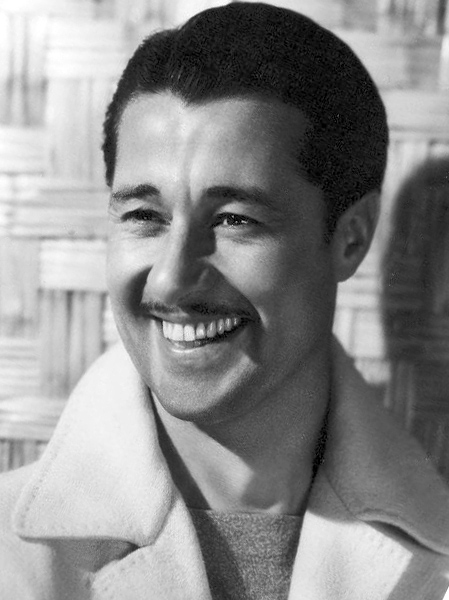
دان آمچی، Best Supporting Actor winner

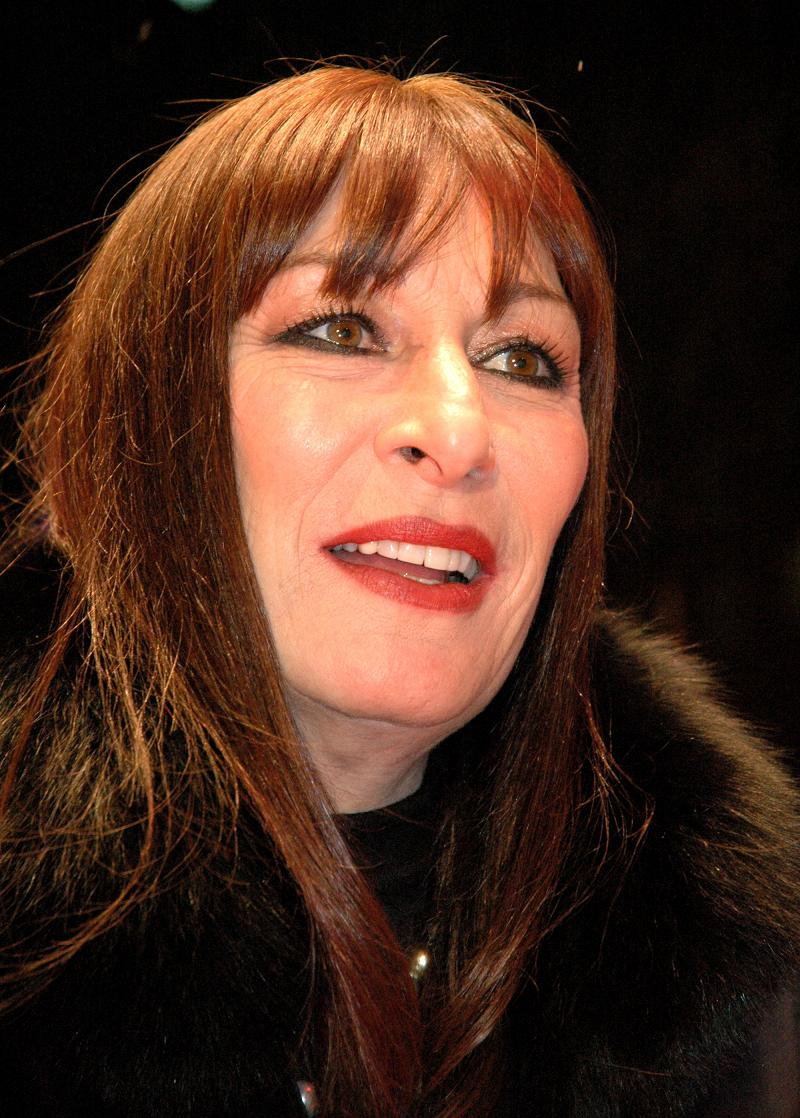
آنجلیکا هیوستون، Best Supporting Actress winner

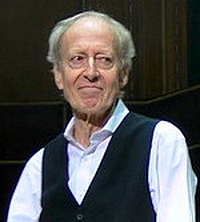
جان بری، Best Original Score winner

برندگان نخست و در حروف برجسته پررنگ فهرست شده‌اند..
| جایزه اسکار بهترین فیلم | جایزه اسکار بهترین کارگردانی |
| --- | --- |
| - خارج از آفریقا – سیدنی پولاک - رنگ ارغوانی – استیون اسپیلبرگ، کاتلین کندی, فرانک مارشال, و کوئینسی جونز - بوسه زن عنکبوتی – David Weissman - شرف خانواده پریتزی – John Foreman - شاهد – Edward S. Feldman | - سیدنی پولاک – خارج از آفریقا - هکتور بابنکو – بوسه زن عنکبوتی - جان هیوستون – شرف خانواده پریتزی - آکیرا کوروساوا – آشوب - پیتر ویر – شاهد |
| جایزه اسکار بهترین بازیگر نقش اول مرد | جایزه اسکار بهترین بازیگر نقش اول زن |
| - ویلیام هرت – بوسه زن عنکبوتی در نقش Luis Molina - هریسون فورد – شاهد در نقش Detective Captain John Book - جیمز گارنر – عشق مورفی در نقش Murphy Jones - جک نیکلسون – شرف خانواده پریتزی در نقش Charley Partanna - جان ویت – قطار افسارگسیخته در نقش Oscar "Manny" Manheim | - جرالدین پیج – سفر به بانتی‌فول در نقش Carrie Watts - آن بنکرافت – اگنس خدا در نقش Miriam Ruth - ووپی گلدبرگ – رنگ ارغوانی در نقش Celie Harris Johnson - جسیکا لنگ – رویاهای شیرین در نقش پتسی کلاین - مریل استریپ – خارج از آفریقا در نقش کارن بلیکسن |
| جایزه اسکار بهترین بازیگر نقش مکمل مرد | جایزه اسکار بهترین بازیگر نقش مکمل زن |
| - دان آمچی – پیله در نقش Arthur Selwyn - کلاوس ماریا برانداور – خارج از آفریقا در نقش Baron Bror von Blixen-Finecke - ویلیام هیکی – شرف خانواده پریتزی در نقش Don Corrado Prizzi - رابرت لوگیا – Jagged Edge در نقش Sam Ransom - اریک رابرتز – قطار افسارگسیخته در نقش Buck | - آنجلیکا هیوستون – شرف خانواده پریتزی در نقش Maerose Prizzi - مارگارت آوری – رنگ ارغوانی در نقش Shug Avery - ایمی مدیگان – Twice in a Lifetime در نقش Sunny Sobel - مگ تیلی – اگنس خدا در نقش Sister Agnes - اپرا وینفری – رنگ ارغوانی در نقش Sofia Johnson |
| جایزه اسکار بهترین فیلم‌نامه غیراقتباسی | جایزه اسکار بهترین فیلم‌نامه اقتباسی |
| - شاهد – فیلمنامه اثر ارل والاس, William Kelley; Story by William Kelley, پاملا والاس و ارل والاس - بازگشت به آینده – رابرت زمکیس و باب گیل - برزیل – تری گیلیام، تام استاپارد و Charles McKeown - گزارش رسمی – لوئیس پوئنسو و آیدا بورتنیک - رز ارغوانی قاهره – وودی آلن | - خارج از آفریقا – Kurt Luedtke from Out of Africa by کارن بلیکسن، Silence Will Speak by Errol Trzebinski, and Isak Dinesen: The Life of a Storyteller by Judith Thurman - رنگ ارغوانی – منو میس from رنگ ارغوانی (رمان) by آلیس واکر - بوسه زن عنکبوتی – Leonard Schrader from Kiss of the Spider Woman by مانوئل پوییگ - شرف خانواده پریتزی – Richard Condon and Janet Roach from Prizzi's Honor by Richard Condon - سفر به بانتی‌فول – هورتون فوت from The Trip to Bountiful by Horton Foote |
| Best Foreign Language Film | |
| - گزارش رسمی (Argentina) به زبان اسپانیایی – لوئیس پوئنسو - Angry Harvest (Federal Republic of Germany) in آلمانی – آگنیشکا هولاند - سرهنگ ردل (Hungary) به زبان آلمانی – ایشتوان سابو - Three Men and a Cradle (France) به زبان فرانسوی – کولین سرو - وقتی بابا رفته بود مأموریت (Yugoslavia) به زبان صربی کرواتی – امیر کوستوریتسا | |
| Best Documentary Feature | Best Documentary Short |
| - رنگین‌کمان شکسته – Maria Florio and Victoria Mudd - Las Madres: The Mothers of Plaza de Mayo – Susana Muñoz و Lourdes Portillo - Soldiers in Hiding – Japhet Asher - The Statue of Liberty – کن برنز and Buddy Squires - Unfinished Business – Steven Okazaki | - Witness to War: Dr. Charlie Clements – David Goodman - The Courage to Care – Robert H. Gardner - Keats and His Nightingale: A Blind Date – Michael Crowley and James Wolpaw - Making Overtures: The Story of a Community Orchestra – Barbara Willis Sweete - The Wizard of the Strings – Alan Edelstein |
| جایزه اسکار بهترین فیلم کوتاه | جایزه اسکار بهترین پویانمایی کوتاه |
| - Molly's Pilgrim – Jeffrey D. Brown and Chris Pelzer - Graffiti – Dianna Costello - Rainbow War – Bob Rogers | - Anna & Bella – Cilia Van Dijk - The Big Snit – Richard Condie and Michael J. F. Scott - Second Class Mail – Alison Snowden |
| جایزه اسکار بهترین موسیقی فیلم | جایزه اسکار بهترین ترانه |
| - خارج از آفریقا – جان بری - اگنس خدا – ژرژ دلرو - رنگ ارغوانی – کوئینسی جونز، Jeremy Lubbock, راد تمپرتون، Caiphus Semenya, آندره‌آ کروچ، کریس بوردمن, خورخه کلندرلی and Joel Rosenbaum, فرد اشتاینر، Jack Hayes, Jerry Hey و Randy Kerber - سیلورادو (فیلم) – بروس بروتن - شاهد – موریس ژار | - "Say You, Say Me" from شب‌های روشن – موسیقی و ترانه اثر لایونل ریچی - "Miss Celie's Blues (Sister)" from رنگ ارغوانی - موسیقی اثر کوئینسی جونز و راد تمپرتون; ترانه اثر کوئینسی جونز، راد تمپرتون و لایونل ریچی - "The Power of Love" from بازگشت به آینده – موسیقی اثر Chris Hayes و Johnny Colla; ترانه اثر هوی لویس - "Separate Lives" from شب‌های روشن – موسیقی و ترانه اثر استیون بیشاپ - "Surprise Surprise" from A Chorus Line – موسیقی اثر ماروین هملیش; ترانه اثر Edward Kleban       |
| Best Sound Mixing | جایزه اسکار بهترین تدوین صدا |
| - خارج از آفریقا – Chris Jenkins, Gary Alexander, Larry Stensvold و Peter Handford - بازگشت به آینده – Bill Varney, B. Tennyson Sebastian II, Robert Thirlwell و William B. Kaplan - A Chorus Line – دونالد میچل (مهندس صدا), Michael Minkler, Gerry Humphreys و کریس نیومن - Ladyhawke – Les Fresholtz, Dick Alexander, Vern Poore و Bud Alper - سیلورادو (فیلم) – دونالد میچل (مهندس صدا), Rick Kline, Kevin O'Connell و David M. Ronne | - بازگشت به آینده – Charles L. Campbell و Robert Rutledge - Ladyhawke – Bob G. Henderson و الن رابرت موری - رمبو: اولین خون قسمت دوم – Frederick Brown |
| جایزه اسکار بهترین طراحی صحنه | جایزه اسکار بهترین فیلمبرداری |
| - خارج از آفریقا – Art Direction: Stephen Grimes; Set Decoration: Josie MacAvin - برزیل – Art Direction: Norman Garwood; Set Decoration: Maggie Gray - رنگ ارغوانی – Art Direction: J. Michael Riva و Robert W. Welch; Set Decoration: Linda DeScenna - آشوب –Art Direction: Yoshirō Muraki, Shinobu Muraki - شاهد – Art Direction: Stan Jolley; Set Decoration: John Anderson                                                            | - خارج از آفریقا – دیوید واتکین - رنگ ارغوانی – آلن داویا - عشق مورفی – ویلیام ای. فراکر - آشوب – Takao Saito, ماساهارو اوئدا و آساکازو ناکای - شاهد – جان سیل |
| Best Makeup | جایزه اسکار بهترین طراحی لباس |
| - صورتک – Michael Westmore و Zoltan Elek - رنگ ارغوانی – Ken Chase - Remo Williams: The Adventure Begins – Carl Fullerton | - آشوب – امی وادا - رنگ ارغوانی – Aggie Guerard Rodgers - سفر ناتی گن – آلبرت وولسکی - خارج از آفریقا – میلنا کانونرو - شرف خانواده پریتزی – Donfeld |
| جایزه اسکار بهترین تدوین | جایزه اسکار بهترین جلوه‌های تصویری |
| - شاهد – تام نابل - A Chorus Line – جان بلوم - خارج از آفریقا – فردریک استاینکمپ, ویلیام استاینکمپ, Pembroke Herring و شلدون کان - شرف خانواده پریتزی – رودی فر and Kaja Fehr - قطار افسارگسیخته – Henry Richardson | - پیله – Ken Ralston, Ralph McQuarrie, Scott Farrar و David Berry - بازگشت به اوز – ویل وینتون، Ian Wingrove, Zoran Perisic و Michael Lloyd - Young Sherlock Holmes – Dennis Muren, Kit West, John Ellis و David W. Allen |

## جایزه اسکار افتخاری
- پل نیومن[۳]
- الکس نورث[۴]

## جایزه بشردوستانه ژان هرشولت
- بادی راجرز[۵]

## فیلم‌های با بیش از یک جایزه یا نامزدی
| جوایز | فیلم               |
| ----- | ------------------ |
| ۱۱    | رنگ ارغوانی        |
| ۱۱    | خارج از آفریقا     |
| ۸     | شرف خانواده پریتزی |
| ۸     | شاهد               |
| ۴     | بازگشت به آینده    |
| ۴     | بوسه زن عنکبوتی    |
| ۴     | آشوب               |
| ۳     | Agnes of God       |
| ۳     | قطار افسارگسیخته   |
| ۳     | A Chorus Line      |
| ۲     | برزیل              |
| ۲     | پیله               |
| ۲     | Ladyhawke          |
| ۲     | عشق مورفی          |
| ۲     | گزارش رسمی         |
| ۲     | سیلورادو (فیلم)    |
| ۲     | سفر به بانتی‌فول    |
| ۲     | شب‌های روشن         |

| جوایز | فیلم           |
| ----- | -------------- |
| 7     | خارج از آفریقا |
| ۲     | پیله           |
| ۲     | شاهد           |